# Philippe Lebon
Ne doit pas être confondu avec Philippe le Bon.
Pour les articles homonymes, voir Lebon.
Philippe Lebon, dit d'Humbersin, né le 29 mai 1767 à Brachay (Haute-Marne) et mort le 1er décembre 1804 à Paris, est un ingénieur et chimiste français, inventeur du gaz d'éclairage et, en 1801, du premier moteur à explosion.

## Biographie
Fils d'un ancien officier royal, Lebon est d'abord élève à l'École d'Ingénieurs des Ponts et Chaussées de Paris à partir du 10 avril 1787. Il en sort major puis devient professeur de mécanique à l'École royale des ponts et chaussées.

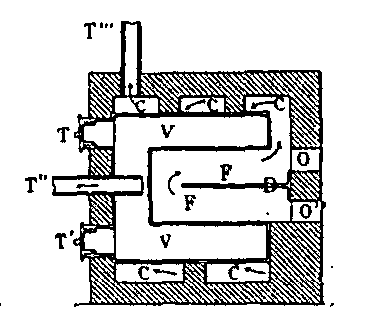
La thermolampe de Lebon, dans son brevet de 1799.

En 1786, ses travaux le conduisent à mettre en évidence les propriétés du gaz de distillation du bois, qu'il appelle gaz hydrogène carburé ou gaz hydrogène. Il l'utilise par la suite pour l'éclairage et le chauffage, avec une première application pour l'éclairage de la ville de Paris, après avoir obtenu le 21 septembre 1799 le brevet pour son « thermolampe » qui va révolutionner l'éclairage urbain. Il installe pour la première fois ce système dans l'hôtel de Seignelay à Paris le 11 octobre 1801. Le système se compose d'un vaste four à bois dont les gaz, produits par distillation, sont acheminés au moyen de tuyaux dans les différentes pièces de l'hôtel pour les éclairer, tandis que le chauffage de l'hôtel est assuré par la chaleur produite par le four.
William Murdoch, élève et collaborateur de James Watt, s'appuie par la suite sur les travaux de Lebon et améliore le système. Londres voit ses premières rues éclairées avec des lanternes à gaz à partir de 1807, sous l'impulsion de l'Allemand Frédéric-Albert Winsor. En 1816, la compagnie Winsor arrive à Paris où elle initie l'éclairage au gaz. Le procédé est appliqué au passage des Panoramas, puis, en 1829, à la place Vendôme.
Dans ses recherches sur l'action du gaz et de la vapeur, Lebon améliore le principe de la machine à vapeur par le procédé de condensation. En 1801, Philippe Lebon dépose un brevet pour un moteur à gaz à combustion interne, mais ce moteur reste à l'état de projet et Lebon, qui meurt en 1804, n'a jamais pu vraiment présenter son invention.
La mort de Lebon comporte une part de légende. Pour Louis Figuier, « Il meurt le 2 décembre assassiné de treize coups de couteau en traversant les Champs-Élysées à Paris, où il s'était rendu pour assister au sacre de Napoléon dans l'église Notre-Dame ». En fait, Lebon est mort chez lui le 1er décembre 1804, il ne pouvait donc pas revenir du sacre. L'acte de décès de Paris 8e arrondissement (ancien) indique « le douze frimaire an XIII… mort la surveille » ce qui ramène au dix frimaire ; par ailleurs, l'acte de décès de la paroisse du Saint-Sacrement à Paris indique « ce jour, trois décembre mil huit cent quatre, a été présenté… décédé d'avant-hier… ». Ces deux pièces ne laissent aucun doute sur la date effective du décès le 1er. Quant à l'assassinat, la servante de Lebon, présente dans l'appartement au moment du décès, ne l'évoque nullement dans sa déposition auprès du juge de paix le samedi 10 frimaire (1er).

## Honneurs
- En 1887, la ville de Chaumont (Haute-Marne), ville de préfecture dont dépend Brachay son village natal, a inauguré une statue de Philippe Lebon, due à Antide Péchiné. Cette statue en bronze a été fondue sous le régime de Vichy et a été remplacée par une copie en pierre.
- En 1955, les postes françaises ont émis un timbre à l’effigie de « Le Bon » (en deux mots) d’une valeur faciale de 5 (anciens) francs français, dessiné et gravé  par Claude Hertenberger[9],[10],[11].
- Philippe Lebon donne son nom à une rue (rue Lebon) dans le 17e arrondissement de Paris, une place à Lille (place Philippe-Lebon), ainsi qu'à une rue du Havre, Seine Maritime. (Rue Philippe Lebon, secteur universitaire).

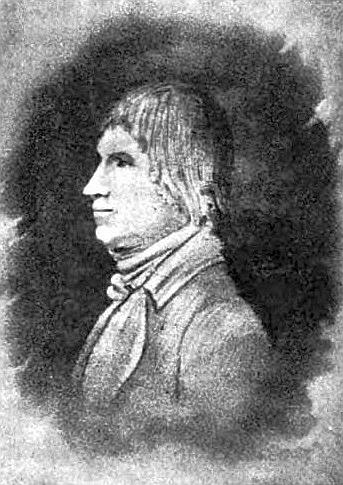
Philippe Lebon.
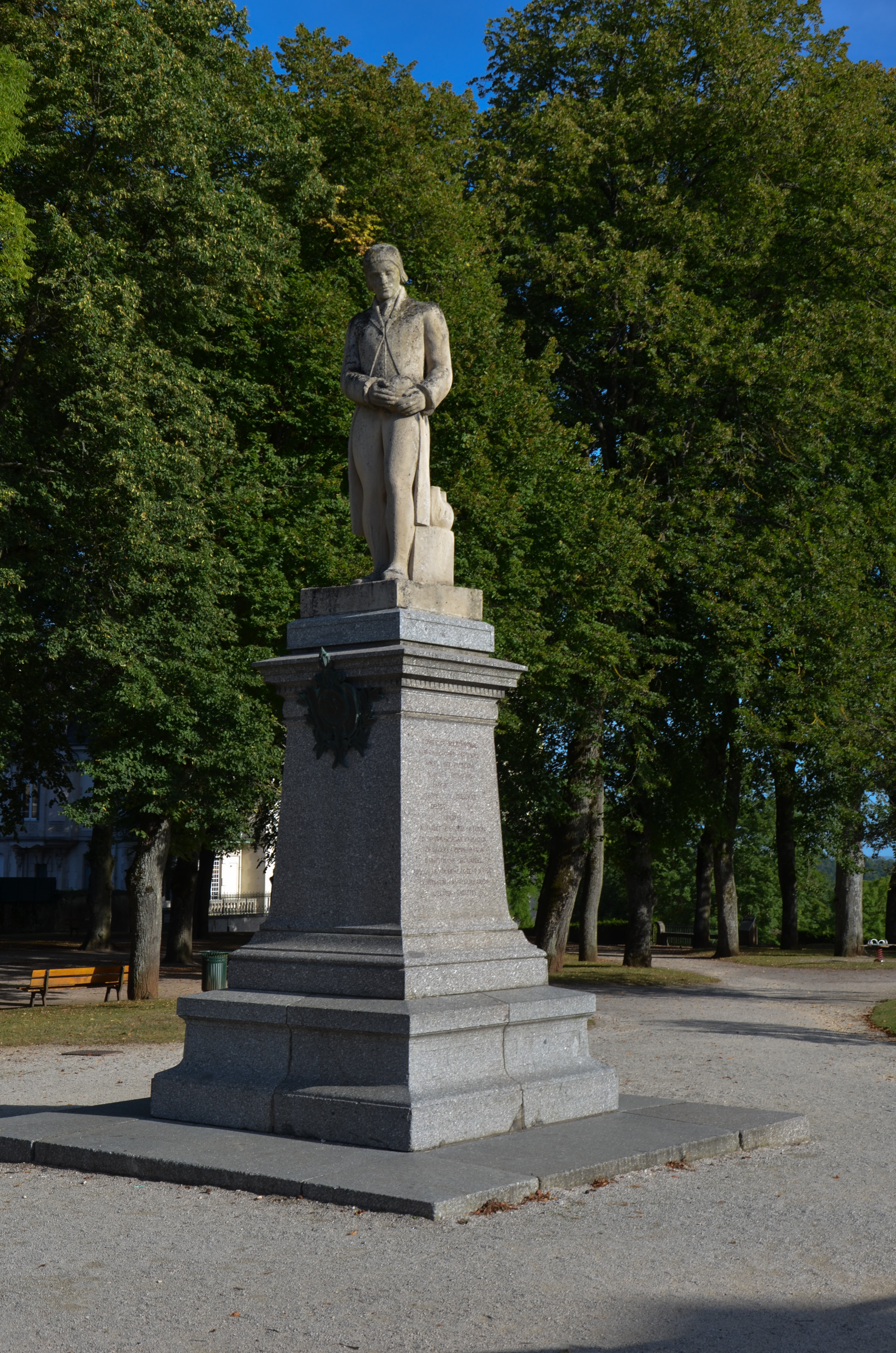
Statue (en pierre) de Philippe Lebon érigée à Chaumont (Haute-Marne).
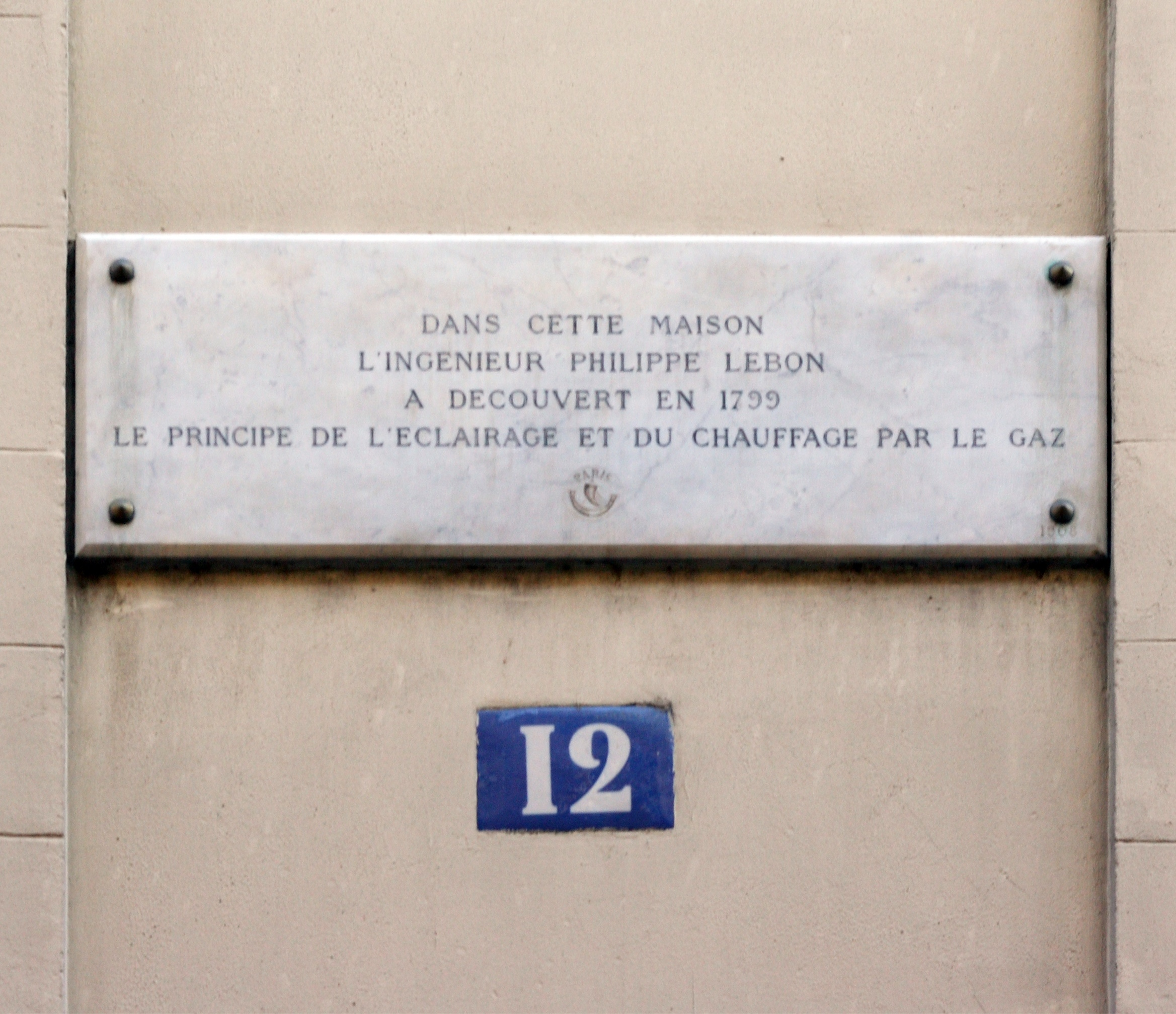
Plaque en l’honneur de Philippe Lebon apposée sur la façade du  12, rue Saint-Louis-en-l’Île (île Saint-Louis, 4e arrondissement de Paris)
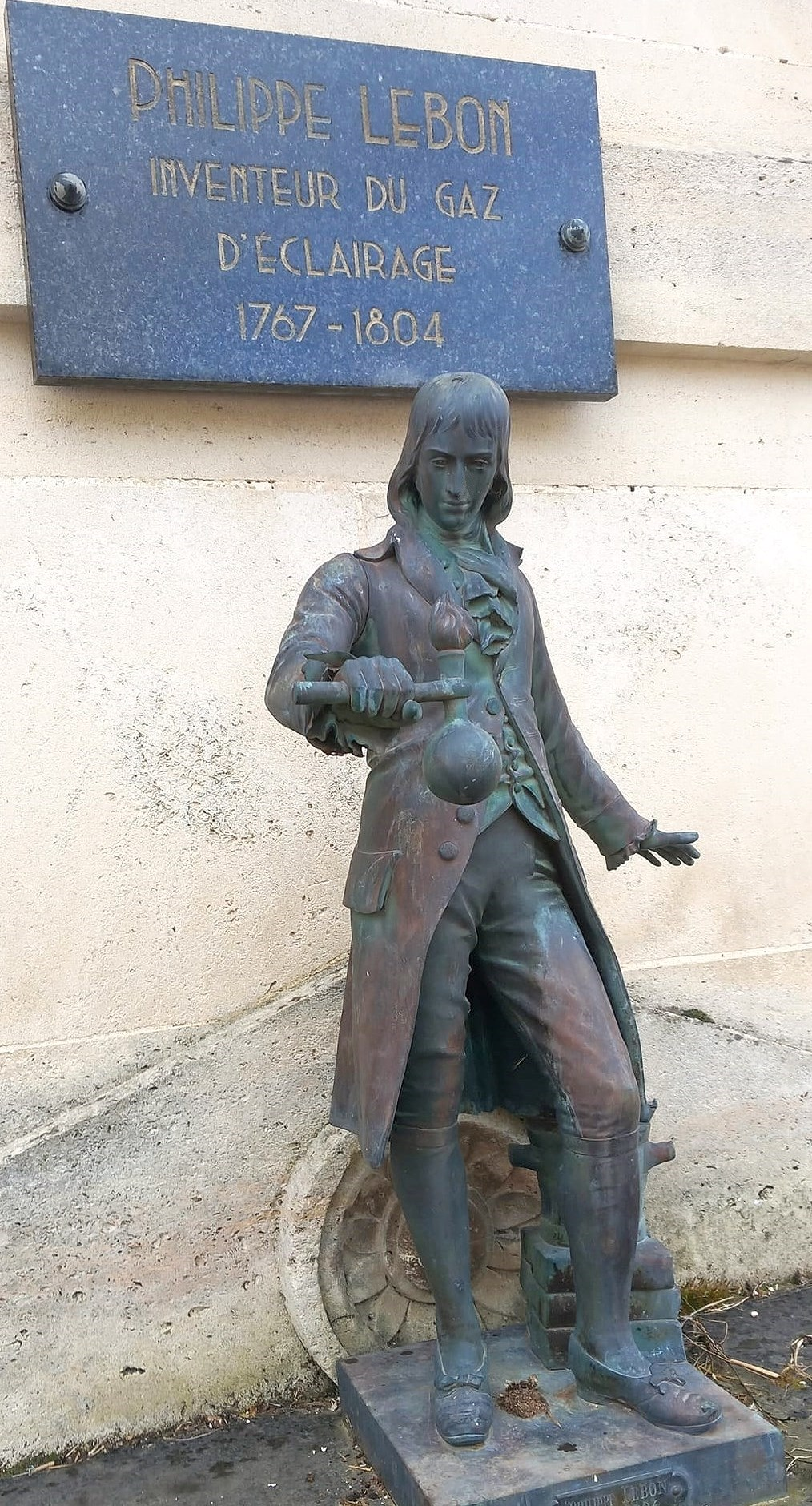
Statue de Philippe Lebon à Brachay (Haute-Marne).